# Liste der Bodendenkmäler im Kreis Mettmann

Kreis Mettmann

Die Liste der Bodendenkmäler im Kreis Mettmann umfasst:
- Liste der Bodendenkmäler in Erkrath
- Liste der Bodendenkmäler in Haan
- Liste der Bodendenkmäler in Heiligenhaus
- Liste der Bodendenkmäler in Hilden
- Liste der Bodendenkmäler in Langenfeld (Rheinland)
- Liste der Bodendenkmäler in Mettmann
- Liste der Bodendenkmäler in Monheim am Rhein
- Liste der Bodendenkmäler in Ratingen
- Liste der Bodendenkmäler in Velbert
- Liste der Bodendenkmäler in Wülfrath